# Google LLC срещу Oracle America Inc
Google LLC срещу Oracle America Inc Google LLC срещу Oracle America Inc. е приключено съдебно дело на територията на Съединените щати, свързано с естеството на компютърен код и закона за авторско право. Центъра на спора е относно използването на части от Java интерфейси за приложно програмиране (API) и близо 11 000 реда от продуктов код, които са собственост на Oracle (чрез дъщерно дружество на Oracle America, Inc., произлизащи от Sun Microsystems, в рамките на ранните версии на операционната система Android на Google. Google признават, че са използвали API-та и оттогава са прехвърлили Android към двигател без авторски права, но твърдят че първоначалното използване на данните е било в рамките на честната употреба.
Oracle инициира делото с аргумента, че API-тата са защитени с авторски права, изисквайки 8,8 милиарда щатски долара за покритие на щети от продажбите на Google и лицензирането на по-ранните версии на Android, които са в нарушение. Докато два съдебни процеса на ниво окръжен съд са спечелени в полза на Google, Федералният съд е отменил двете решение, като твърди, че API-тата са защитени с авторски права и приложението на Google от тях не успява да защити честната употреба. Google успешно подаде петиция до Върховният съд за разглеждане на делото през мандата през 2019 г., като се фокусира върху авторските права на API и последващото тяхно честно използване. Поради пандемията от Covid-19 изслушванията по делото бяха отложени до 2020 г. През април 2021 г. Върховният съд взе решение със гласове 6.2, че използването на Java API-та от Google спада към четирите фактора на честната употреба, заобикаляйки въпроса свързан с авторските права на API-тата. Това решение обърна решението на Федералният съд и остави случая отворен за по-нататъшно разглеждане.
Случаят представлява значителен интерес в техническата и софтуерната индустрия, тъй като многобройни компютърни програми и софтуерни библиотеки, особено със свободен код (open source) са разработени чрез пресъздаване на функционалността на APP от търговски или конкурентни продукти в помощ на разработчиците на оперативна съвместимост между различни системи или платформи.

## Произход

### Java разработване
Java е първоначално разработен от Sun Microsystems през декември 1990 г.
Той е включвал нов програмен език, виртуална машина и набор от библиотеки използващи въпросният език. Тези библиотеки са документирани за програмисти чрез интерфейси за приложно програмиране (application programming interface – API), които казват на програмистите каква информация да предоставят на функциите на библиотеката и какви резултати да очакват обратно, премахвайки всякаква необходимост програмиста да знае как работи, защото библиотеката, която използват прави това. Тези библиотеки заедно съставят „Java виртуални машини“ чрез които програмистите пишат програми за използване. Общият начин, по който се използват през всички „Java виртуални машини“ позволява оперативната съвместимост, или както представят от Sun, „Запиши веднъж, използвай навсякъде“; на програмиста е необходимо да създаде само една версия на техният софтуер, която заради единствената група от API-на позната на всички Java машини, може да бъде изпълнена на всяка изчислителна платформа на Java. Езика Java бе пуснат за обществеността през 1995 г. под лиценза на Sun Community Source License, които предлагат програмен код със свободен достъп, но изискват продуктите използващи кода, да бъдат поддържани в съответствие със стандарта на Java и всички търговски производни продукти да са лицензирани от Sun. Докато всеки може да програмира на самият език, Sun поддържа Java платформа, Стандартна версия (Java SE) и Мобилна версия (Java ME) библиотеки, предоставени на потребителите като предварително компилирани байт кодове на Java, и съответните им API, както и Комплекти за технологична съвместимост (Technical Compatibility Kit), които тестват изпълнението спрямо стандарта Java.През 2006 и 2007 г., поради натиска на разработчиците, Sun променя лиценза на различните Java пакети за да използва Общ публичен лиценз на GNU с „изключение на classpath“ позволяващо на разработчиците достъп, необходим им за създаване на производни продукти, и възможност за пускане на приложения под различен лиценз. Това води до OpenJDK ( Open Java Development Kit) издаден за пръв път през 2007 г. Sun запазва силен контрол върху самият език и стандарти, лицензирам необходимите елементи като ТСК за търговски потребители. По това време бизнес модела на Sun се променя, като се фокусира върху лицензирането на платформата Java за вградени устройства, най-вече мобилни телефони и вече е сключена лицензионна сделка с Nokia, Motorola и Research in Motion.

### Android разработване
Android, inc. е основана през 2003 от Анди Рубин, Рич Майнър, Ник Сиърс и Крис Уайт с цел разбработването на платформа за мобилни телефони. Google купува Android през 2005 и продължава разработването на операционната система Android. По време на разбработването на Android, Google иска да използва библиотеките Java Standard Edition. Изпълнителният председател на Google Ерик Шмид се е обърнал към президента на Sun, Джонатан И. Шварц с цел получаване на лиценз за употреба на библиотеките на Java в Android. Сделката която Sun им предлага обаче е на стойност между 30 и 50 милиона долара. Шмид казва, че Google би заплатил тази сума, но основното им притеснение е, че освен сумата Sun желаят и споделен контрол над Android. Google твърдят, че са искали те да имат по-голям контрол за да подсигурят open source език и да позволят на трети страни да се възползват по-пълноценно от неговия код; Oracle твърдят, че Sun отказват сделката при това условие, защото смятат, че Google възнамеряват да използват кода и да преправят Java в тяхна собствена версия и така да предотвратят оперирането и с други версии на Java. Това намерение се противопоставя на един от основните принципи на езика, да бъде оперативно съвместим и да може лесно да бъде използван между различни версии и платформи. Заради тези разлики във възгледите, преговорите се провалят и Sun отказват на Google необходимият лиценз.
На този етап OpenJDK алтернативната имплементацията която Sun предлага далеч не е толкова зряла и завършена колкото Java Standard Edition. Заради това Google решават да създадат своя „cleanroom“ версия на Java SE библиотеките тоест код споделящ сходства, но направен от нулата, без да имат достъп до оригиналния дизайн и кодове и без да нарушават авторските права. Това се превръща в основата на Dalvik виртуалната машина на Android. Част от тази виртуална машина включва 37 API и около 11,500 редове код, считани за централни за Java. Те били взети от Apache Harmony, това е друга open source, cleanroom имплементация на Java разработена от Apache Software Foundation (ASF). Предходно на това ASF също са опитали да се сдобият с необходимия лиценз от Sun за да изпълнят Apache Harmony проекта, за да бъде считан като официална имплементация на Java, но не успяват. Частично заради несъвместимости в GNU General Public License на Java и Apache License на ASF. Също така, защото не успяват да се сдобият с достъп до Java TCKs за да валидира проекта спрямо имплементацията на Sun. По начало Google твърдят, че са използвали този код за да подсигурят оперативна съвместимост с Java Standard Edition за други програмисти. При второто прослушване обаче казват, че са използвали този код с търговски цели, за да могат по-бързо да приключат разработването на Android и да си спестят трудностите при пресъздаването на кода. ASF спира да поддържа Apache Harmony през 2011 и така Google поемат поддръжката на тези библиотеки.
Google пуска бета версията на Android на 5 ноември 2007, както и комплекта за разбратока на софтуера една седмица по-късно. Те отбелязват, че той съдържа някои Java технологии. Президента на Sun поздравява Google още в същия ден, казвайки, че са „прикрепили още един чифт ракети към инерцията на обществото и към визията определяща възможностите на нашите (и други) планети“. По време на прослушването Шварц казва, че при обявяването на Android, въпреки че е знаел, че Google може да са заобиколили изискванията им за лицензиране са решили да „стиснат зъби и да го подкрепят за да може всеки от подкрепящите го да ги виждат като част от стойността му“ Oracle обявяват, че ще закупят Sun през Април 2009 за 7.4 милиарда долара и през Януари 2010 вече са ги придобили. Освен че Sun им проправя път в хардуерния бизнес, , изпълнителният директор на Oracle Лари Елисън нарича Java „най-важният софтуерен актив, който някога сте придобили“. Oracle продължава да разработва Java и да следва лицензионни възможности след придобиването на Sun.
При пускането на Android KitKat (v.4.4) през 2013, Google премахва виртуалната машина Dalvik и я замества с
Android Runtime, която е създадена от Google без да използва по никакъв начин кодове от Java. Android, обаче продължава да използва Java Standard Edition APK по време на съдебните процеси.

## Първа фаза: API авторски права и патенти
Първата фаза на делото продължава от 2010 до 2015 г. Oracle успешно установява, че API могат да бъдат защитени с авторски права, но исканията им за нарушаване на патент са отхвърлени. През октомври 2014 г. Google подава петиция до Върховния съд за преразглеждане на делото, но тя бива отхвърлена. Втора петиция от Google през януари 2019 г. включва преценката, че API могат да бъдат защитени с авторски права. Върховният съд се съгласява да преразгледа тази част от решението през ноември 2019 г.

### Процес на Първи окръжен съд
На 13 август 2010 г. Oracle завежда дело срещу Google за нарушаване на авторски права и патенти в Окръжния съд на Северния окръг на Калифорния. Oracle твърди, че Google е наясно, че са разработвали Android без лиценз за Java и са копирали нейните API, и следователно Google е нарушил авторските права на Oracle. Oracle цитира и седем предишни патента, свързани с технологията Java, създадена от Sun и сега собственост на Oracle, с която Google трябва да е наясно, тъй като наема бивши разработчици на Sun, работещи върху Java. Oracle иска както парични щети, така и заповед, с която да спре употребата на материалите, за които се твърди, че са в нарушение.
Делото е възложено на съдия Уилям Алсоп, който разделя случая на три фази: авторско право, патент и щети.
Фазата на авторските права започва на 16 април 2012 г. и се състои от няколко отделни искания за нарушение: функция за проверка на диапазон от девет реда, няколко текстови файла, структура, последователност и организация (SSO) на Java (API) и документацията за API.
Oracle твърди, че има нарушение на 37 отделни API на Java, които произтичат от проекта Apache Harmony. На 7 май 2012 г., след две седмици свидетелски показания, жури установява, че Google е нарушил авторските права, свързани с кода, SSO и документацията на приложните програмни интерфейси (API), както и функцията rangeCheck, но са блокирали дали тези употреби попадат в честна употреба. Журито също установява, че Google има достатъчно основания да вярва, въз основа на поведението на Sun и Oracle, че не е необходимо да лицензират Java от Sun или Oracle, но не разчита на това, когато разработва Android. Oracle иска преценка като въпрос на закон (JMOL), че делото отхвърля всяка защита за честна употреба, тъй като съдебното заседание е разделено, както и да отмени решението на журито по осем свързани със сигурността досиета, които те са прегледали и установили, че не са в нарушение, но които Google признава, че са копирали дословно; Алсуп се съгласява. Google иска подобен JMOL, свързан с rangeCheck, но Алсуп отказва тази заявка.
Патентната фаза започва на 7 май 2012 г. със същото жури. До началото на процеса, патентното дело на Oracle включва претенции към два патента, 6 061 520 (Метод и система за извършване на статична инициализация), и RE38104 (Метод и устройство за разрешаване на препратки към данни в генериран код). Google преследва защита без нарушение. За патента 6061520 те твърдят, че използват синтактичен анализ за оптимизиране на статична инициализация, вместо да „симулират изпълнение“, както се изисква от претенцията. За патента RE38104 твърдят, че инструкцията не включва символична препратка. На 23 май 2012 г. журито констатира липса на нарушение по всички искове за патент.
Съдия Алсуп се произнася с окончателната присъда по двете фази на 31 май 2012 г. Въпреки че журито намира за Oracle относно нарушаване на авторските права на API, Алсуп решава, че API изначално не могат да бъдат защитени с авторски права:
"Стига специфичният код, използван за реализиране на метод, да е различен, според Закона за авторското право всеки е свободен да напише свой собствен код, който да изпълнява абсолютно същата функция или спецификация на всички методи, използвани в Java API. Няма значение, че заглавните редове на декларацията или метода са идентични.  Алсуп се съгласява с журито, че функцията rangeCheck и осемте файла за сигурност са нарушение на авторските права, но могат да бъдат компенсирани само за законово установени вреди до максимум 150 000 щатски долара.
В резултат на тези решения и уговорка няма фаза на щети на съдебни заседатели. Страните се споразумяват за нула долара законово установени вреди за малкото количество копиран код до юни 2012 г.

### Първо апелативно решение
Скоро след приключването на делото на Окръжния съд и двете страни се опитват да подадат допълнителни JMOL по елементи на решението, което Алсуп отхвърля, което довежда до обжалване на решението от страна на Oracle, а Google подава кръстосано обжалване по буквалния иск за копиране. Тъй като случаят включва искове, свързани с патенти, жалбата е автоматично възложена на Апелативния съд на САЩ за Федералната верига. Изслушването се провежда на 4 декември 2013 г., и решението е публикувано на 9 май 2014 г.
Съдът отбелязва, че Законът за авторското право осигурява защита на „оригинални авторски произведения, фиксирани във всяка материална изразна среда“ (стр. 17). Законодателната история обяснява, че литературните произведения включват „компютърни програми до степен, в която те включват авторство в изразяването на оригинални идеи на програмиста, за разлика от самите идеи“ (стр. 18). За да отговаря на условията за защита на авторските права, едно произведение трябва да бъде оригинално. 17 САЩ. § 102 (а). Следователно съдът е „пръв да прецени дали изразът е оригинален за програмиста“ (стр. 24), нещо, което Google вече е признал (стр. 21). Това накара съда да заключи, „че цялостната структура на API пакетите на Oracle е креативна, оригинална и наподобява таксономия“ (стр. 14). Поради това той отмени решението на първата инстанция по централния въпрос, като прие, че „структура, последователност и организация"на API може да се защити с авторски права. Той също се произнесе за Oracle по отношение на малкото количество буквално копиране, като се смята, че не е de minimis. Делото е върнато на Окръжния съд за втори процес, за да се прецени дали използването на Google е приемливо все пак, съгласно доктрина на честна употреба, тъй като първоначалното дело не е изложило фактите, свързани с честната употреба, достатъчно, за да може Апелативният съд да се произнесе по този въпрос.
През октомври 2014 г. Google подава петиция към Върховният съд да разгледа делото; това искане е отказано през юни 2015 г.

## Втора фаза: Честна употреба (Fair Use)

### Втори съдебен процес на окръжния съд
По нареждане на Апелативния съд на 9 май 2016 г. започва нов процес в окръжния съд по въпроса дали действията на Google са били честни, като се взима предвид предварителното решение, че API могат да бъдат защитени с авторски права. Заключителните аргументи бяха завършени на 23 май 2016 г. и журито започна да обсъжда. Oracle искаше щети в размер от 9 милиона долара. На 26 май 2016 г. журито установи, че Android не нарушава авторски права, собственост на Oracle, тъй като повторното му прилагане на 37 JAVA APIs е защитено чрез честната употреба. Oracle обяви мнението си да обжалва, но преди да направи това, направи опит за неуспешни действия за незачитане на съдийското решение, и след това изисква преглеждане на процеса. Oracle официално подаде жалбата си на 26 октомври 2016 г.

### Второ апелативно решение
Жалбата на Oracle беше изслушана от Апелативния съд на САЩ за Федералната верига през 2017 г. На 27 март 2018 г. Съдът се произнесе в полза на Oracle. Решението анализира аспектите на иска за „честна употреба“, които трябва да бъдат решени съответно от съдия и съдебни заседатели. След това той разгледа фактическите въпроси, до които, трябваше да се предположи, че журито е стигнало, и техните последици в закона. Той отбеляза, че в „смесен“ фактически и правен случай, какъвто е настоящият спор, ролята на съдебното заседание е да решава фактите. Съдия Alcup цитира делото на Върховния съд Campbell срещу Acuff-Rose Music, Inc. 510 U.S. 569 (1994) в неговото мнение, като отбелязва, че: истина, в литературата, науката и изкуството има и може да има малко, ако има такива, неща, които в абстрактен смисъл са строго нови и оригинални навсякъде. Всяка книга в литературата, науката и изкуството заема и задължително трябва да взема назаем и да използва много, което е било добре известно и използвано преди.
Ролята на Апелативния съд е да прецени дали разумното жури е могло да стигне до заключенията, които е направил, и дали решението на съдията може да бъде правилно и разумно по закон. Стандартният преглед на смесените правни и фактически въпроси се отнася до три компонента: „(1) определяне на правния стандарт, регулиращ поставения въпрос и какви типове исторически факти са релевантни за този стандарт; (2) откриване на историческите факти по делото на и (3) оценка дали установените исторически факти отговарят на правния тест, уреждащ въпроса, на който трябва да се отговори (Решение 19 стр.) “Освен явна грешка, ролята на журито е ограничена до определяне на спорни „исторически факти“ (2). Фактите не се обсъждат. "Безспорно е, че Google копира дословно декларирания код на 37 Java API пакета 11, 500 реда авторски код на Oracle. Той също така копира SSO на Java API пакетите. (Решение стр.10) „Също така е установено и Google признава, че копираният софтуер е креативен и оригинален.
Съдът установи, че като закон, използването на Java от Google не би могло да попадне в рамките на честната употреба, дори ако всички фактически въпроси, решени от журито, са били в полза на Google. Апелативният съд установи, че използването от Google на декларации за API кодове не отговаря на нито един от четирите настоящи критерия за честна употреба, а е просто трансформирана повторна употреба. Той не беше преобразуващ, тъй като беше използван за същите цели без дори минимални промени или пренаписвания. Това не беше минимално, тъй като беше договорено, че за целите на Google са необходими само 170 реда от 11 500 копирани реда. Не беше в рамките на какъвто и да е пример за трансформация, нито имаше за цел да разреши оперативна съвместимост на трета страна, тъй като Google не беше положил значителни усилия да ги използва за целите на оперативна съвместимост на трети страни, оперативна съвместимост с други Java и преди това Sun му е отказал лиценз по тази причина. Той също не е трансформиран в смисъла на нова платформа, тъй като други смартфони Java са предхождали Android. Беше правдоподобно, че употребата е навредила на Sun / Oracle – може би до голяма степен, ако се вярва на Oracle – тъй като в резултат доставчиците започнаха да очакват Oracle да се конкурира на цена със свободно достъпна производна на собствения си език, и да изискват много стръмни отстъпки и нежелани договорни условия. Следователно използването от Google на Java кода и API не успя да отговори на всички четири от приетите в момента критерии, при които честната употреба би била възможна. Вместо това Съдът установи, че целта на Google е била да повиши привлекателността на зараждащата се платформа за Android за съществуващите разработчици, които често са били запознати с Java, и да избегне „трудностите“ при пренаписването на кода (което биха могли да направят), необходимо за изпълнението на 170 реда детайли на API, които наистина са били необходими. „Улесняването на себе си“, отбеляза съдът, е добре установено, че не попада в валидни основания за честна употреба. Съдът установи, че „Фактът, че Android е безплатен, не прави използването от Google на пакетите Java API некомерсиално“. Oracle измисли схема за лицензиране, за да привлече програмисти, като същевременно комерсиализира платформата. В съответната част Oracle начислява лицензионна такса за тези, които искат да използват API в конкурентна платформа или да ги вграждат в електронно устройство. За да запази философията „пишете веднъж, стартирайте навсякъде“, Oracle налага строги изисквания за съвместимост на лицензополучателите. Целта е била търговска, установените исторически факти от журито не отговарят на нито един от критериите за честна употреба и Съдът връща делото обратно на Окръжния съд на Северния окръг на Калифорния, за да определи размера на щетите Google трябва да плати на Oracle.<ref name="bbn march2018"> През януари 2019 г. Google подаде петиция за издаване на актове за върховен съд във Върховния съд на САЩ, за да оспори двете решения, постановени от апелативния съд в полза на Oracle. В своята петиция Google съсредоточи случая си върху това дали авторските права се разпростират върху софтуерен интерфейс като API и дали използването на Java API от Google попада в рамките на честната употреба, установено в съдебните заседания. В разпореждания, издадени през април 2019 г., Съдът поиска от генералния адвокат на Съединените щати да подаде кратко съобщение, за да очертае държавната позиция по случая. Администрацията на Тръмп подкрепи Oracle и призова Съда да откаже certiorari. Microsoft ,Mozilla Corporation , Red Hat Inc. и други подадоха брифинги в подкрепа на позицията на Google. IBM , Асоциацията на компютърната и комуникационната индустрия, Интернет асоциацията, Асоциацията на автомобилните грижи и колективна група от над 150 учени и компютърни специалисти също подадоха справки в подкрепа на позицията на Google, като предупредиха, че решение в полза на Oracle би навредило на изчислителния свят като цяло.

## Върховен съд
Върховният съд даде certiorari на 15 ноември 2019 г. и се очакваше да разгледа делото на 24 март 2020 г. Върховният съд обаче отложи заседанието си по аргументи от март на 16 март в светлината на опасения около COVID-19 и по-късно обяви, че Google срещу Oracle е един от няколкото случая от мандата 2019 – 20, който се отлага до първата седмица на мандата 2020 – 21. След забавянето Съдът поиска от страните да представят допълнителни кратки справки, свързани със Седмото изменение въпрос, повдигнат от Google, като се има предвид, че Федералният окръжен съд е отменил някои от констатациите на фактите, които журито е заключило по тяхното дело на ниво област. Устни аргументи бяха изслушани чрез телеконференция поради продължаващата пандемия COVID-19 на 7 октомври 2020 г. Съдията Рут Бадер Гинзбърг почина предишния месец и нейната заместителка, съдия Ейми Кони Барет, все още не беше потвърдена, така че Барет не взе участие в производството. Наблюдатели на съда установиха, че макар съдиите да изглеждаха на страната на Oracle по аргументите за авторските права, те също така се уважиха на аргументите, представени от Microsoft, който беше на страната на Google по делото. Microsoft в аргумент от amicus твърди, че решението в полза на Oracle може да повлияе на софтуерната индустрия. Няколко въпроса се фокусираха върху това как приложните програмни интерфейси попадат в разграничението на идеята-израз на авторското право и дали ще се прилага доктрината за сливане. Също така се видя, че съдията Горшух се фокусира силно върху аргументите на Седмата поправка и дали решението на Федералната верига за отмяна на присъдата на съдебния състав на съда е правилно.

### Решението на съда
Съдът обявява своето решение на 5 април 2021. Макр и решението да не е единодушно съдът приема, че употребата на Java API е в рамките на честната употреба. Съдия Стивън Брайър описва това решение. Разглеждайки дали те влизат в рамките на честната употреба, той приема, че API подлежат на авторски права и разисква четирите фактора допринасящи за честна употреба.
1. Естеството на труда подлежащ на авторско право. Той констатира, че тези API са деклариращ код, а не имплементация и контекста на авторското право имат по-скоро организационна структура, сходно с „Десетичната класификация на Дюи“ и с това предвид случаят може да се приеме като честна употреба.
2. Причината и характера на употребата. Брайър констатира, че Google взима и преработва тези API за да разшири употребата и полезността на Android смартфоните, което създава нова платформа, която лесно може да бъде ползвана от програмисти. Брайър отбелязва, че Google са се ограничили до това да ги използват минимално с цел да могат да включат елементи, които биха били полезни в програми за смартфони.
3. Количеството и субстанциалността на изболзваните материали защитени от авторско право. Брайър констатира, че Google са използвали 0.4% от цялостния Java код. Той казва, че те не са копирали основния код и същността на Java а са ползвали конкретни редове, защото много от програмистите можели да работят с него и би било трудно да привлекат програмисти към Android без тях.
4. Търговските последици. Брайър казва, че по време на инцидентът, не е било ясно, че Android ще стане успешна платформа и не е бил считан като заместител на Java, a като продукт опериращ на тотално различна платформа. Брайър отбелязва, че ако употребата на тези API в случая се приеме за нарушение това би „рискувало да ощети обществото“, защото Oracle (и други фирми притежаващи авторски права за компютърни интерфейси) биха ограничили употребата на основни интерфейси до степен в която ощетяват а не подсилват някои от основните принципи на авторските права и честната употреба.

Брайър определя, че употребата на Java API от Google не е в разрез с нито един от тези четири фактора и че Google са използвали минимално необходимото за да могат потребителите и програмистите да използват знанията, които са придобили до момента за да работят в една нова и развиваща се програма.
Съдия Кларънс Томас изразява несъгласието си заедно с Съдия Самюел Алито. Томас пише, че аргументите в решението взето от съда създават ново разграничение между деклариращ и имплементационен код, които конгресът вече е отхвърлил и това решение представя обстоятелствата по такъв начин, че би било трудно деклариращият код да бъде защитен от авторското право при каквито и да е обстоятелства. Томас добавя, че според неговия анализ на честната употреба „употребата на този код от Google е всичко друго, но не и честна“.

## Въздействие
Технологичната индустрия внимателно наблюдава случая Google срещу Oracle , тъй като решение, облагодетелстващо Oracle, би могло да има значителни ефекти върху миналото и бъдещото разработване на софтуер, предвид плодотворното използване на API. Противниците на решението на федералния съд, включително Google и други разработчици на софтуер, базиран на Android, изразяват няколко опасения, включително въздействието върху оперативна съвместимост, софтуерни иновации и потенциал за фигури с лоши намерения да вземат правата върху стария софтуер и да предявят искове срещу компании, които са изградили своя софтуер въз основа на това, което се предполага, че са отворени стандарти. Ако това решение остане в сила, се смята, че компаниите ще бъдат принудени да прилагат умишлено несъвместими стандарти, за да се предпазят от риска от сложен съдебен процес, отдалечавайки се от настоящите тенденции в разработването на софтуер, които са фокусирани върху подобряване на оперативната съвместимост между различни услуги, позволяващи на приложенията да комуникират помежду си, създавайки по-интегрирани платформи за крайните потребители.
Правните експерти и експертите в индустрията бяха заявили, че победа за Oracle може да създаде охлаждащ ефект в разработването на софтуер. Носителите на авторски права могат да използват авторските права върху API, за да предотвратят използването им при разработването на оперативно съвместими алтернативи чрез обратно инженерство, което често се среща при разработването на софтуер с отворен код. Същевременно присъда в полза на позицията на Google може да отслаби защитата на авторските права за разработчиците на софтуерни кодове, позволявайки на конкурентите с по-добри ресурси да разработват подобрени продукти от по-малки фирми и да намали хъса за иновации в индустрията.
Един пример, представен от Wired, е операционната система Linux. Въпреки че Linux е напълно отворен код, той е базиран на POSIX – набор от API, които имитират тези на търговската операционна система Unix, които позволяват високи нива на оперативна съвместимост за разработчиците; програмистът трябва да напише само един набор от код, който след това може да се компилира във всяка система, която има същия API, дори ако изчислителната архитектура на системите е различна. Ако съдът беше отсъдил в полза на Oracle, настоящите собственици на Unix, Micro Focus, щяха да имат възможност да търсят обезщетение от всеки разработчик на операционна система, базиран на POSIX, който възнамерява да използва операционната система за търговска употреба.